# Grand Marin
Pour plus de détails, voir Fiche technique et Distribution.
Grand Marin est un film dramatique français, belge et islandais réalisé par Dinara Droukarova et sorti en 2022.
Il s'agit d'une adaptation du livre autobiographique paru en 2016 de Catherine Poulain.
En 2022, le film est présenté en compétition internationale au Festival international du film de la Roche-sur-Yon et au Festival international du film de Saint-Sébastien.

## Synopsis
Lili caresse un rêve secret : Pêcher dans les mers du nord. Elle tente sa chance auprès d'un capitaine de chalutier qui finit par accepter de l'embarquer. Elle se retrouve ainsi la seule femme de l'équipage.

## Fiche technique
Sauf indication contraire, les informations mentionnées dans cette section peuvent être confirmées par la base de données cinématographiques IMDb,  présente dans la section « Liens externes ».
- Titre original : Grand Marin
- Réalisation : Dinara Droukarova
- Scénario : Dinara Droukarova, Raphaëlle Valbrune-Desplechin, Léa Fehner et Gilles Taurand, d'après l'œuvre de Catherine Poulain
- Musique : Jean-Benoît Dunckel
- Photographie : Timo Salminen
- Montage : Valérie Loiseleux et Anita Roth
- Décors : Heimir Sverrisson
- Costumes : Helga Rós Hannam et Margarét Sigríður Valgarðsdóttir
- Production : Marianne Slot et Carine Leblanc
  - Coproducteur : Julie Gayet, Antoun Sehnaoui, Nadia Turincev, Julien Naveau, Olivier Père, Remi Burah, Benedikt Erlingsson, Davíd Óskar Ólafsson, Geneviève Lemal, Sergey Selyanov, Anton Malyshev et Jean-Michel Rey
- Société de production : Slot Machine, Arte France Cinéma, Scope Pictures, Rezo Productions, CTB, Mystery Productions, Rouge International, Gulldrengurinn, Gullslottid et Kinoprime Foundation
- Société de distribution : Slot Machine
- Pays de production :  France,  Islande et  Belgique
- Langue originale : français et anglais
- Format : couleur — 2,35:1
- Genre : Drame
- Durée : 84 minutes
- Dates de sortie :
  - Espagne : 19 septembre 2022 (San Sebastián de los Reyes)
  - France : 
    - 20 octobre 2022 (La Roche-sur-Yon)
    - 11 janvier 2023 (en salles)

## Distribution
- Dinara Droukarova : Lili
- Sam Louwyck : Ian
- Björn Hlynur Haraldsson : Jude
- Hjötur Jóhann Jónsson : David
- Dylan Robert : Simon
- Antonythasan Jesuthasan : Jesus
- Magne-Håvard Brekke : Kris
- David Menéndez

## Accueil

### Accueil critique
En France, le site Allociné propose une moyenne de 3,3⁄5, fondée sur 20 critiques de presse.
Malgré l'intérêt documentaire lié à la découverte du monde de la pêche en mer, les situations et les personnages sont « trop convenus » selon Télérama.

Guillaume Gas du site abusdecine.com salue le travail technique de la réalisatrice, la mise en valeur des paysages islandais et la musique entre pop et électro.
« Ce sur quoi on saluera clairement le travail de Dinara Droukarova tient tout simplement à la maîtrise technique dont elle fait ici preuve. D’un Scope sublime mettant en valeur les paysages islandais à une musique envoûtante entre rock et électro (on la doit au cofondateur du groupe Air !), le cadre constitue ici une invitation à se laisser porter par un espace naturel et vibrant, par des conditions d’existence détachées des contraintes de la vie urbaine. Un peu à l’image d’un "Into the wild", la prégnance à utiliser la composition du cadre pour dresser un appel à l’aventure est ici indiscutable. Avec un découpage plus sensoriel et un récit plus développé dans ses micro-enjeux, le voyage aurait pu être inoubliable. En l’état, il ne fut que frais et relativement agréable. » 